# فرگشت ملکولی
فرگشت مولکولی بخشی از فرایند فرگشت است که در مقیاس دی.ان. ای، بر گردان دی ان‌ای (DNA) است. آر.ان. ای بر گردان آران‌ای (RNA) است. و پروتئین روی می‌دهد. در سال‌های حدود ۱۹۶۰ میلادی، فرگشت مولکولی به عنوان یک رشته علمی در بین محققان زیست‌شناسی مولکولی، زیست‌شناسی فرگشتی و ژنتیک جمعیت، به دنبال درک ساختار و عملکرد اسیدهای نوکلئیک و پروتئین‌ها گسترش پیدا کرد.